# Daniel Van Buyten
Daniel Van Buyten (wym. [ˈdaːnijɛl vɑmˈbœy̆tə(n)]; ur. 7 lutego 1978 w Chimay) – belgijski piłkarz, grający na pozycji obrońcy.
Pochodzi z rodziny o tradycjach sportowych: jego ojciec był zapaśnikiem. On sam uzyskał przydomek Big-Dan, ponieważ uważany był za jednego z najlepszych obrońców w Bundeslidze.

## Życiorys

### Kariera klubowa
Grający na pozycji środkowego obrońcy prawie dwumetrowy (197 cm) van Buyten karierę rozpoczął występami w belgijskim SC Charleroi. Łącznie rozegrał tam 19 spotkań i strzelił jedną bramkę.
Następny sezon rozpoczął już w barwach klubu Standard Liège. Strzelił 3 bramki w 28 meczach, a w kolejnym sezonie (2000/01) już 4 w 29.
Van Buyten dołączył do Olympique Marsylia latem 2001 roku, opuszczając jednocześnie belgijską drużynę Standard Liège, w której grał od 1999 roku. W Olympique Marsylia Daniel spędził dwa i pół sezonu. 31 stycznia 2004 zgodził się na krótkoterminową umowę wypożyczenia do Manchester City, podpisując kontrakt z klubem Premier League do końca sezonu. Wypożyczenie Van Buytena okazało się sukcesem, gdyż przez pół sezonu spędzonego w Anglii, zebrał wiele pochwał od swojego menedżera, a szczególnie za jego występ przeciwko Chelsea. Ale były menedżer Kevin Keegan przyznał, że „Nie sądzę, żebyśmy zatrzymali go na koniec sezonu, ponieważ czuję, że trafi wtedy do dużego klubu”. Po latach Daniel Van Buyten określił wypożyczenie do Manchesteru City za „najgorszą w swojej karierze”.
Wrócił do Marsylii pod koniec sezonu. Postanowił nie zostawać we Francji i w czerwcu 2004 roku przeniósł się do Niemiec, Hamburger SV, aby zastąpić odchodzącego kapitana Nico-Jana Hoogmę, zgadzając się na czteroletnią umowę. W Hamburgu zaliczył 61 występów w najwyższej klasie rozgrywkowej.
W czerwcu 2006 Bayern Monachium ogłosił, że do klubu przejdzie Daniel Van Buyten z Hamburga i podpisał z nim kontrakt na sezon 2009–10. Van Buyten miał bardzo udany pierwszy sezon w bawarskim klubie, tworząc efektywne partnerstwo z innym środkowym obrońcą, z Lúcio. Van Buyten strzelił swojego pierwszego gola dla Bayernu przeciwko Energie Cottbus, 9 grudnia 2006, zdobywając zwycięską bramkę w wygranym meczu 2:1 dla Die Roten. Van Buyten strzelił następnie drugiego gola dla klubu 26 stycznia 2007 r., wyrównując na 1:1, jednak Bayern przegrał z Borussią Dortmund wynikiem 3:2.
3 kwietnia 2007 przeciwko A.C. Milan w pierwszym meczu ćwierćfinału Ligi Mistrzów UEFA, Van Buyten strzelił dwie bramki na wyjeździe, aby wyrównać mecz i dać Bayernowi Monachium przewagę na wyjeździe remisem. W tym spotkaniu strzelił dwa gole lewą nogą, raz w 78. minucie wyprowadził Bayern na 1:2, a następnie strzelił bramkę z woleja.
W dniu 4 lutego 2010 roku Bayern Monachium ogłosił, że Van Buyten podpisał nowy kontrakt, na którego mocy zostanie w klubie do 2012 roku. W drugiej połowie sezonu 2010-11 Van Buyten spadł głównie na ławkę rezerwowych, ale odzyskał miejsce w składzie pod koniec sezonu. Był obecny od początku meczu z FC St. Pauli 11 maja 2011 r., strzelając gola w zwycięstwie 8:1, które skazało drużynę z Hamburga na spadek do 2. Bundesligi.
17 grudnia 2011 roku w meczu Bayern Monachium z FC Köln Van Buyten uderzył z rzutu wolnego tak mocno, że piłka pękła. W dniu 30 kwietnia 2012 roku Van Buyten podpisał roczną umowę przedłużającą jego pobyt w Monachium.
Pomimo przybycia środkowego obrońcy Dantego z Borussii Mönchengladbach latem 2012 r. Van Buyten stał się integralnym członkiem zaplecza Bawarczyków podczas kampanii 2012–2013, co było częścią trzyosobowej rotacji w centrum obrony z Dante i Jérôme Boateng. 6 kwietnia 2013 roku, po porażce 1:0 z Eintrachtem Frankfurt dzięki bramce Bastiana Schweinsteigera, Van Buyten świętował swoje trzecie mistrzostwo Bundesligi z Bayernem, zdobywając 23. tytuł mistrzowskiego klubu. Van Buyten rozegrał pełne 90 minut w wygranym 3:0 rewanżowym meczu półfinałowym z mistrzem Hiszpanii – Barceloną. 1 maja, odniósł spektakularne zwycięstwo 7:0 w dwumeczu półfinałowym i zagwarantowane miejsce w finale Ligi Mistrzów z Borussią Dortmund, przeciwnikiem z Bundesligi. 
Po silnych powiązaniach z Monako, Van Buyten podpisał kolejne przedłużenie kontraktu z Bayernem Monachium na rok. Będąc członkiem drużyny pod wodzą trenera Pepa Guardioli i mimo strzelenia gola przeciwko Werderowi Bremie, podobno Van Buyten dołączył do FC Köln na podstawie umowy przed zawarciem kontraktu, chociaż klub temu zaprzeczył. Po zakończeniu sezonu klub nie przedłużył kontraktu, zostawiając mu wolnego agenta do podpisania kontraktu z innym klubem. Belgijski klub Anderlecht zaproponował mu dwuletni kontrakt w sierpniu 2014 r., ale odrzucił go, stwierdzając, że przeszedł na emeryturę i wycofał się z piłki nożnej.

### Kariera reprezentacyjna
Van Buyten został powołany do reprezentacji Belgii w 2001 roku, a swój pierwszy występ w reprezentacji Belgii zaliczył 28 lutego 2001 roku przeciwko San Marino w meczu eliminacyjnym Mistrzostw Świata FIFA 2002, zaczynając od zwycięstwa 10:1 nad przeciwnikiem. Jego pierwszy gol dla reprezentacji narodowej padł już w drugim występie, zdobywając wyrównującą bramkę w remisie 2:2 ze Szkocją 24 marca 2001 r., zdobywając kluczowy punkt dla dziesięcioosobowej kadry Belgii w kwalifikacjach do Mistrzostw Świata.
Po dobrych występach w Marsylii młody obrońca znalazł się w 23-osobowym składzie na Mistrzostwa Świata 2002 w Korei Południowej i Japonii. Rozegrał pełne spotkanie w belgijskim meczu otwarcia turnieju, jego drużyna zremisowała 2:2 ze współgospodarzami Japonią, 4 czerwca. W drugim meczu grupowym Belgia zremisowała 1:1 z Tunezją 10 czerwca, ale Van Buyten był na ławce rezerwowej Belgów. Daniel pomógł Belgii odnieść pierwsze zwycięstwo w turnieju i tym samym awansować do fazy pucharowej, zatrzymując atak Rosji i zapewniający zwycięstwo 3:2. Zajmując drugie miejsce w grupie, Belgia miała ciężkie spotkanie przed sobą z czterokrotnymi mistrzami świata – Brazylią. Pomimo dzielnego wysiłku Van Buyten i jego kolegów z zespołu skłonili się w 1/8 finału, gdy duet Rivaldo i Ronaldo doprowadził Brazylię do 2–0 wygranych. Mieszkańcy Ameryki Południowej ostatecznie zdobyli tytuł mistrza po wygranej z Niemcami w finale 30 czerwca również 2:0.
Po imponującym występie Belgii na Mistrzostwach Świata w Japonii i Korei Południowej, wiele oczekiwano od tego małego kraju w fazie kwalifikacyjnej turnieju UEFA Euro 2004. Belgia znalazła się w Puli A wśród najlepszych drużyn w federacji europejskiej. Van Buyten zagrał we wszystkich ośmiu meczach eliminacyjnych dla reprezentacji narodowej, ale Belgii nie udało się awansować do turnieju finałowego, tracąc drugie miejsce w grupie.
11 lutego 2009 roku strzelił dwie bramki, gdy Belgowie wygrali ze Słowenią 2:0 w towarzyskim spotkaniu. Siedem miesięcy później, 9 września, Van Buyten strzelił jedynego gola, kiedy Belgia przegrała po rozczarowującej porażce 2:1 z niską w rankingu Armenią w eliminacjach do Mistrzostw Świata FIFA. Strata oznaczała, że Belgia straciła nadzieję na awans do Mistrzostw Świata 2010 w RPA, a trener Franky Vercauteren zrezygnował kilka minut po ostatnim gwizdku.
W kwalifikacjach do Euro 2012 Belgia znalazła się w grupie A, podobnie jak Niemcy, Turcja i Austria. Obrońca Bayernu strzelił bramkę przeciwko Turcji 7 września 2010 r., Ale pomimo jego najlepszych starań Belgia przegrała 3:2, gdy kapitan zespołu Vincent Kompany został wyrzucony z boiska za dwa przewinienia.
Van Buyten ponownie był integralnym członkiem Belgów w kolejnej kampanii kwalifikacyjnej, w której wystąpił w siedmiu z dziesięciu meczów eliminacyjnych dla tego kraju. Belgia ledwo opuściła kwalifikacje do rundy playoff, kończąc dwa punkty za Turcją, przegrywając 3-1 z Niemcami w ostatniej rundzie kwalifikacyjnej 11 października 2011 r.
W kwalifikacjach do Mistrzostw Świata 2014, weteran obrońców rozegrał pięć występów, podczas gdy Belgia osiągnęła swój pierwszy turniej od 12 lat.
W dniu 13 maja 2014 roku Van Buyten został powołany do kadry Belgii na Mistrzostwa Świata 2014 w Brazylii. Był jedynym graczem w drużynie, który grał wcześniej na dużym turnieju. W wieku 36 lat rozpoczął pierwszy mecz zespołu w turnieju, wygrywając 2:1 z Algierią w Belo Horizonte. Van Buyten rozegrał wszystkie mecze na Mundialu w Brazylii. Po porażce z Argentyną obiecał, że Euro 2016 pójdzie lepiej w wykonaniu drużyny i jego samego. Obietnicy nie dotrzymał, gdyż kilka dni później ogłosił zakończenie kariery zarówno reprezentacyjnej, jak i klubowej.

### Kariera trenerska
Od sierpnia 2015 roku pełnił role wiceprezesa, asystenta prezydenta oraz doradcę w klubie Standard Liège. Funkcję tę, pełnił do 2017 roku.

## Statystyki kariery

### Klub
| Klub                | Sezon        | Liga             | Liga  | Liga | Puchar | Puchar | Puchar Ligi | Puchar Ligi | Puchar Kontynentalny | Puchar Kontynentalny | Inne  | Inne | Razem | Razem | Ref.          |
| Klub                | Sezon        | Liga             | Mecze | Gole | Mecze  | Gole   | Mecze       | Gole        | Mecze                | Gole                 | Mecze | Gole | Mecze | Gole  | Ref.          |
| ------------------- | ------------ | ---------------- | ----- | ---- | ------ | ------ | ----------- | ----------- | -------------------- | -------------------- | ----- | ---- | ----- | ----- | ------------- |
| Charleroi           | 1998/1999    | First Division   | 19    | 1    |        |        |             |             | –                    | –                    | –     | –    | 19    | 1     | [ 1 ]         |
| Charleroi           | Razem        | Razem            | 19    | 1    |        |        |             |             | –                    | –                    | –     | –    | 19    | 1     | –             |
| Standard Liège      | 1999/2000    | First Division   | 28    | 3    |        |        |             |             | –                    | –                    | –     | –    | 28    | 3     | [ 1 ]         |
| Standard Liège      | 2000/2001    | First Division   | 29    | 4    |        |        |             |             | 2                    | 1                    | –     | –    | 31    | 5     | [ 1 ]         |
| Standard Liège      | Razem        | Razem            | 57    | 7    |        |        |             |             | 2                    | 1                    | –     | –    | 59    | 8     | –             |
| Marseille           | 2001/2002    | Division 1       | 23    | 2    | 3      | 1      | 2           | 0           | –                    | –                    | –     | –    | 28    | 4     | [ 1 ]         |
| Marseille           | 2002/2003    | Ligue 1          | 35    | 8    | 2      | 1      | 4           | 0           | –                    | –                    | –     | –    | 41    | 9     | [ 1 ]         |
| Marseille           | 2003/2004    | Ligue 1          | 18    | 2    | 2      | 0      | 1           | 0           | 8                    | 1                    | –     | –    | 29    | 3     | [ 1 ]         |
| Marseille           | Razem        | Razem            | 76    | 6    | 7      | 2      | 7           | 0           | 8                    | 1                    | –     | –    | 98    | 10    | –             |
| Manchester City     | 2003/2004    | Premier League   | 5     | 0    | 1      | 0      | 0           | 0           | 0                    | 0                    | –     | –    | 6     | 0     | [ 1 ]         |
| Manchester City     | Razem        | Razem            | 5     | 0    | 0      | 0      | 0           | 0           | 0                    | 0                    | –     | –    | 5     | 0     | –             |
| Hamburger SV        | 2004/2005    | Bundesliga       | 34    | 5    | 1      | 0      | –           | –           | 4                    | 0                    | –     | –    | 39    | 5     | [ 2 ]         |
| Hamburger SV        | 2005/2006    | Bundesliga       | 27    | 2    | 3      | 1      | –           | –           | 15                   | 2                    | –     | –    | 45    | 5     | [ 3 ]         |
| Hamburger SV        | Razem        | Razem            | 61    | 7    | 4      | 1      | –           | –           | 19                   | 2                    | –     | –    | 84    | 10    | –             |
| Bayern Monachium    | 2006/2007    | Bundesliga       | 31    | 3    | 3      | 0      | 2           | 0           | 10                   | 2                    | –     | –    | 46    | 5     | [ 4 ]         |
| Bayern Monachium    | 2007/2008    | Bundesliga       | 19    | 1    | 4      | 1      | 1           | 0           | 3                    | 1                    | –     | –    | 27    | 3     | [ 5 ]         |
| Bayern Monachium    | 2008/2009    | Bundesliga       | 18    | 3    | 2      | 0      | –           | –           | 5                    | 1                    | –     | –    | 25    | 4     | [ 6 ]         |
| Bayern Monachium    | 2009/2010    | Bundesliga       | 31    | 6    | 5      | 2      | –           | –           | 12                   | 1                    | –     | –    | 48    | 9     | [ 7 ]         |
| Bayern Monachium    | 2010/2011    | Bundesliga       | 21    | 2    | 3      | 0      | –           | –           | 5                    | 0                    | 0     | 0    | 39    | 2     | [ 8 ]         |
| Bayern Monachium    | 2011/2012    | Bundesliga       | 13    | 4    | 2      | 0      | –           | –           | 7                    | 0                    | –     | –    | 22    | 4     | [ 9 ]         |
| Bayern Monachium    | 2012/2013    | Bundesliga       | 13    | 0    | 4      | 0      | –           | –           | 6                    | 0                    | 0     | 0    | 23    | 0     | [ 10 ]        |
| Bayern Monachium    | 2013/2014    | Bundesliga       | 12    | 1    | 3      | 0      | –           | –           | 2                    | 0                    | 1     | 0    | 18    | 1     | [ 11 ] [ 12 ] |
| Bayern Monachium    | Razem        | Razem            | 158   | 20   | 26     | 2      | 3           | 0           | 50                   | 5                    | 1     | 0    | 250   | 32    | –             |
| Bayern Monachium II | 2010/2011    | 3. Liga          | 1     | 0    | –      | –      | –           | –           | –                    | –                    | –     | –    | 1     | 0     | [ 8 ]         |
| Bayern Monachium II | 2011/2012    | Regionalliga Süd | 1     | 0    | –      | –      | –           | –           | –                    | –                    | –     | –    | 1     | 0     | [ 9 ]         |
| Bayern Monachium II | Razem        | Razem            | 2     | 0    | –      | –      | –           | –           | –                    | –                    | –     | –    | 2     | 0     | –             |
| Cała kariera        | Cała kariera | Cała kariera     | 378   | 41   | 38     | 5      | 10          | 0           | 79                   | 9                    | 1     | 0    | 506   | 55    | –             |

### Reprezentacja
Stan na 6 lipca 2014
| Reprezentacja | Rok     | Występy | Gole |
| ------------- | ------- | ------- | ---- |
| Belgia        | 2001    | 2       | 1    |
| Belgia        | 2002    | 11      | 0    |
| Belgia        | 2003    | 8       | 0    |
| Belgia        | 2004    | 3       | 0    |
| Belgia        | 2005    | 7       | 2    |
| Belgia        | 2006    | 5       | 1    |
| Belgia        | 2007    | 6       | 0    |
| Belgia        | 2008    | 5       | 0    |
| Belgia        | 2009    | 8       | 3    |
| Belgia        | 2010    | 4       | 2    |
| Belgia        | 2011    | 7       | 1    |
| Belgia        | 2012    | 2       | 0    |
| Belgia        | 2013    | 9       | 0    |
| Belgia        | 2014    | 9       | 0    |
| Łącznie       | Łącznie | 85      | 10   |

| Mecze i gole w reprezentacji | Mecze i gole w reprezentacji | Mecze i gole w reprezentacji | Mecze i gole w reprezentacji | Mecze i gole w reprezentacji | Mecze i gole w reprezentacji | Mecze i gole w reprezentacji | Mecze i gole w reprezentacji |
| Lp.                          | Data                         | Miejsce                      | Gospodarz                    | Gość                         | Wynik                        | Grał                         | Uwagi                        |
| ---------------------------- | ---------------------------- | ---------------------------- | ---------------------------- | ---------------------------- | ---------------------------- | ---------------------------- | ---------------------------- |
| 1.                           | 28.02.2001                   | Bruksela                     | Belgia                       | San Marino                   | 10:1                         | 90'                          | el. MŚ 2002                  |
| 2.                           | 24.03.2001                   | Glasgow                      | Szkocja                      | Belgia                       | 2:2                          | od 56'                       | el. MŚ 2002                  |
| 3.                           | 13.02.2002                   | Bruksela                     | Belgia                       | Norwegia                     | 1:0                          | 90'                          | towarzyski                   |
| 4.                           | 27.03.2002                   | Patras                       | Grecja                       | Belgia                       | 3:2                          | 90'                          | towarzyski                   |
| 5.                           | 14.05.2002                   | Bruksela                     | Belgia                       | Algieria                     | 0:0                          | od 46'                       | towarzyski                   |
| 6.                           | 18.05.2002                   | Paryż                        | Francja                      | Belgia                       | 1:2                          | 90'                          | towarzyski                   |
| 7.                           | 26.05.2002                   | Kumamoto                     | Belgia                       | Kostaryka                    | 1:0                          | do 73'                       | towarzyski                   |
| 8.                           | 04.06.2002                   | Saitama                      | Japonia                      | Belgia                       | 2:2                          | 90'                          | MŚ 2002                      |
| 9.                           | 10.06.2002                   | Kiusiu                       | Tunezja                      | Belgia                       | 1:1                          | 90'                          | MŚ 2002                      |
| 10.                          | 14.06.2002                   | Fukuroi                      | Rosja                        | Belgia                       | 2:3                          | 90'                          | MŚ 2002                      |
| 11.                          | 17.06.2002                   | Kobe                         | Brazylia                     | Belgia                       | 2:0                          | 90'                          | MŚ 2002                      |
| 12.                          | 21.08.2002                   | Szczecin                     | Polska                       | Belgia                       | 1:1                          | do 46'                       | towarzyski                   |
| 13.                          | 07.09.2002                   | Bruksela                     | Belgia                       | Bułgaria                     | 0:2                          | 90'                          | el. ME 2004                  |
| 14.                          | 12.02.2003                   | Annaba                       | Algieria                     | Belgia                       | 1:3                          | do 46'                       | towarzyski                   |
| 15.                          | 29.03.2003                   | Zagrzeb                      | Chorwacja                    | Belgia                       | 4:0                          | 90'                          | el. ME 2004                  |
| 16.                          | 30.04.2003                   | Bruksela                     | Belgia                       | Polska                       | 3:1                          | od 46'                       | towarzyski                   |
| 17.                          | 07.06.2003                   | Sofia                        | Bułgaria                     | Belgia                       | 2:2                          | 90'                          | el. ME 2004                  |
| 18.                          | 11.06.2003                   | Bruksela                     | Belgia                       | Andora                       | 3:0                          | 90'                          | el. ME 2004                  |
| 19.                          | 20.08.2003                   | Bruksela                     | Belgia                       | Holandia                     | 1:1                          | do 65'                       | towarzyski                   |
| 20.                          | 10.09.2003                   | Bruksela                     | Belgia                       | Chorwacja                    | 2:1                          | 90'                          | el. ME 2004                  |
| 21.                          | 11.10.2003                   | Bruksela                     | Belgia                       | Estonia                      | 2:0                          | 90'                          | el. ME 2004                  |
| 22.                          | 18.08.2004                   | Oslo                         | Norwegia                     | Belgia                       | 2:2                          | od 66'                       | towarzyski                   |
| 23.                          | 04.09.2004                   | Bruksela                     | Belgia                       | Litwa                        | 1:1                          | 90'                          | el. MŚ 2006                  |
| 24.                          | 09.10.2004                   | Santander                    | Hiszpania                    | Belgia                       | 2:0                          | 90'                          | el. MŚ 2006                  |
| 25.                          | 26.03.2005                   | Bruksela                     | Belgia                       | Bośnia i Hercegowina         | 4:1                          | 90'                          | el. MŚ 2006                  |
| 26.                          | 30.03.2005                   | Serravalle                   | San Marino                   | Belgia                       | 1:2                          | 90'                          | el. MŚ 2006                  |
| 27.                          | 04.06.2005                   | Belgrad                      | Serbia i Czarnogóra          | Belgia                       | 0:0                          | 90'                          | el. MŚ 2006                  |
| 28.                          | 17.08.2005                   | Bruksela                     | Belgia                       | Grecja                       | 2:0                          | 90'                          | towarzyski                   |
| 29.                          | 03.09.2005                   | Zenica                       | Bośnia i Hercegowina         | Belgia                       | 1:0                          | 90'                          | el. MŚ 2006                  |
| 30.                          | 07.09.2005                   | Bruksela                     | Belgia                       | San Marino                   | 8:0                          | 90'                          | el. MŚ 2006                  |
| 31.                          | 08.10.2005                   | Bruksela                     | Belgia                       | Hiszpania                    | 0:2                          | 90'                          | el. MŚ 2006                  |
| 32.                          | 16.08.2006                   | Bruksela                     | Belgia                       | Kazachstan                   | 0:0                          | 90'                          | el. ME 2008                  |
| 33.                          | 06.09.2006                   | Erywań                       | Armenia                      | Belgia                       | 0:1                          | 90'                          | el. ME 2008                  |
| 34.                          | 07.10.2006                   | Belgrad                      | Serbia                       | Belgia                       | 1:0                          | 90'                          | el. ME 2008                  |
| 35.                          | 11.10.2006                   | Bruksela                     | Belgia                       | Azerbejdżan                  | 3:0                          | 90'                          | el. ME 2008                  |
| 36.                          | 15.11.2006                   | Bruksela                     | Belgia                       | Polska                       | 0:1                          | 90'                          | el. ME 2008                  |
| 37.                          | 07.02.2007                   | Bruksela                     | Belgia                       | Czechy                       | 0:2                          | 90'                          | towarzyski                   |
| 38.                          | 24.03.2007                   | Lizbona                      | Portugalia                   | Belgia                       | 4:0                          | 90'                          | el. ME 2008                  |
| 39.                          | 13.10.2007                   | Bruksela                     | Belgia                       | Finlandia                    | 0:0                          | 90'                          | el. ME 2008                  |
| 40.                          | 17.10.2007                   | Bruksela                     | Belgia                       | Armenia                      | 3:0                          | do 60'                       | el. ME 2008                  |
| 41.                          | 17.11.2007                   | Chorzów                      | Polska                       | Belgia                       | 2:0                          | 90'                          | el. ME 2008                  |
| 42.                          | 21.11.2007                   | Baku                         | Azerbejdżan                  | Belgia                       | 0:1                          | 90'                          | el. ME 2008                  |
| 43.                          | 26.03.2008                   | Bruksela                     | Belgia                       | Maroko                       | 1:4                          | do 46'                       | towarzyski                   |
| 44.                          | 20.08.2008                   | Norymberga                   | Niemcy                       | Belgia                       | 2:0                          | 90'                          | towarzyski                   |
| 45.                          | 06.09.2008                   | Bruksela                     | Belgia                       | Estonia                      | 3:2                          | 90'                          | el. MŚ 2010                  |
| 46.                          | 15.10.2008                   | Bruksela                     | Belgia                       | Hiszpania                    | 1:2                          | do 46'                       | el. MŚ 2010                  |
| 47.                          | 19.11.2008                   | Luxemburg                    | Luksemburg                   | Belgia                       | 1:1                          | 90'                          | towarzyski                   |
| 48.                          | 11.02.2009                   | Bruksela                     | Belgia                       | Słowenia                     | 2:0                          | 90'                          | towarzyski                   |
| 49.                          | 12.08.2009                   | Cieplice                     | Czechy                       | Belgia                       | 3:1                          | 90'                          | towarzyski                   |
| 50.                          | 05.09.2009                   | La Coruña                    | Hiszpania                    | Belgia                       | 5:0                          | 90'                          | el. MŚ 2010                  |
| 51.                          | 09.09.2009                   | Erywań                       | Armenia                      | Belgia                       | 2:1                          | 90'                          | el. MŚ 2010                  |
| 52.                          | 10.10.2009                   | Bruksela                     | Belgia                       | Turcja                       | 2:0                          | 90'                          | el. MŚ 2010                  |
| 53.                          | 14.10.2009                   | Tallinn                      | Estonia                      | Belgia                       | 2:0                          | do 46'                       | el. MŚ 2010                  |
| 54.                          | 14.11.2009                   | Bruksela                     | Belgia                       | Węgry                        | 3:0                          | 90'                          | towarzyski                   |
| 55.                          | 17.11.2009                   | Sedan                        | Katar                        | Belgia                       | 0:2                          | 90'                          | towarzyski                   |
| 56.                          | 03.09.2010                   | Bruksela                     | Belgia                       | Niemcy                       | 0:1                          | 90'                          | el. ME 2012                  |
| 57.                          | 07.09.2010                   | Stambuł                      | Turcja                       | Belgia                       | 3:2                          | 90'                          | el. ME 2012                  |
| 58.                          | 08.10.2010                   | Astana                       | Kazachstan                   | Belgia                       | 0:2                          | 90'                          | el. ME 2012                  |
| 59.                          | 17.11.2010                   | Woroneż                      | Rosja                        | Belgia                       | 0:2                          | 90'                          | towarzyski                   |
| 60.                          | 09.02.2011                   | Bruksela                     | Belgia                       | Finlandia                    | 1:1                          | 90'                          | towarzyski                   |
| 61.                          | 25.03.2011                   | Wiedeń                       | Austria                      | Belgia                       | 0:2                          | 90'                          | el. ME 2012                  |
| 62.                          | 29.03.2011                   | Bruksela                     | Belgia                       | Azerbejdżan                  | 4:1                          | do 82'                       | el. ME 2012                  |
| 63.                          | 10.08.2011                   | Celje                        | Słowenia                     | Belgia                       | 0:0                          | 90'                          | towarzyski                   |
| 64.                          | 07.10.2011                   | Bruksela                     | Belgia                       | Kazachstan                   | 4:1                          | 90'                          | el. ME 2012                  |
| 65.                          | 11.11.2011                   | Bruksela                     | Belgia                       | Rumunia                      | 2:1                          | 90'                          | towarzyski                   |
| 66.                          | 15.11.2011                   | Paryż                        | Francja                      | Belgia                       | 0:0                          | 90'                          | towarzyski                   |
| 67.                          | 15.08.2012                   | Bruksela                     | Belgia                       | Holandia                     | 4:2                          | do 46'                       | towarzyski                   |
| 68.                          | 14.11.2012                   | Bukareszt                    | Rumunia                      | Belgia                       | 2:1                          | 90'                          | towarzyski                   |
| 69.                          | 06.02.2013                   | Bruksela                     | Belgia                       | Słowacja                     | 2:1                          | 90'                          | towarzyski                   |
| 70.                          | 22.03.2012                   | Skopje                       | Macedonia Północna           | Belgia                       | 0:2                          | 90'                          | el. MŚ 2014                  |
| 71.                          | 07.06.2013                   | Bruksela                     | Belgia                       | Serbia                       | 2:1                          | 90'                          | el. MŚ 2014                  |
| 72.                          | 14.08.2013                   | Bruksela                     | Belgia                       | Francja                      | 0:0                          | do 77'                       | towarzyski                   |
| 73.                          | 06.09.2013                   | Glasgow                      | Szkocja                      | Belgia                       | 0:2                          | 90'                          | el. MŚ 2014                  |
| 74.                          | 11.10.2013                   | Zagrzeb                      | Chorwacja                    | Belgia                       | 1:2                          | 90'                          | el. MŚ 2014                  |
| 75.                          | 15.10.2013                   | Bruksela                     | Belgia                       | Walia                        | 1:1                          | do 72'                       | el. MŚ 2014                  |
| 76.                          | 19.11.2013                   | Bruksela                     | Belgia                       | Japonia                      | 2:3:0                        | do 78'                       | towarzyski                   |
| 77.                          | 05.03.2014                   | Bruksela                     | Belgia                       | Wybrzeże Kości Słoniowej     | 2:2                          | do 46'                       | towarzyski                   |
| 78.                          | 26.05.2013                   | Bruksela                     | Belgia                       | Luksemburg                   | 5:1                          | do 46'                       | towarzyski                   |
| 79.                          | 01.06.2013                   | Sztokholm                    | Szwecja                      | Belgia                       | 0:2                          | 90'                          | towarzyski                   |
| 80.                          | 07.06.2014                   | Bruksela                     | Belgia                       | Tunezja                      | 1:0                          | 90'                          | towarzyski                   |
| 81.                          | 17.06.2014                   | Belo Horizonte               | Algieria                     | Belgia                       | 2:1                          | 90'                          | MŚ 2014                      |
| 82.                          | 22.06.2014                   | Rio de Janeiro               | Rosja                        | Belgia                       | 0:1                          | 90'                          | MŚ 2014                      |
| 83.                          | 26.06.2014                   | São Paulo                    | Korea Południowa             | Belgia                       | 0:1                          | 90'                          | MŚ 2014                      |
| 84.                          | 01.07.2014                   | Salvador                     | Stany Zjednoczone            | Belgia                       | 1:2 (po dogrywce)            | 120'                         | MŚ 2014                      |
| 85.                          | 05.07.2014                   | Brasília                     | Argentyna                    | Belgia                       | 1:0                          | 90'                          | MŚ 2014                      |

### Gole reprezentacyjne
| 1.                               | 24 marca 2001     | Hampden Park, Glasgow               | Szkocja    | 2–2 | 2–2 | 90'   | el. MŚ 2002 |
| 2.                               | 30 marca 2005     | San Marino Stadium, Serravalle      | San Marino | 2–1 | 2–1 | 65'   | el. MŚ 2006 |
| 3.                               | 7 września 2005   | Stadion Olimpijski, Antwerpia       | San Marino | 8–0 | 8–0 | 83'   | el. MŚ 2006 |
| 4.                               | 6 września 2006   | Stadion Hrazdan, Erywań             | Armenia    | 1–0 | 1–0 | 41'   | el. ME 2008 |
| 5.                               | 11 lutego 2009    | Cristal Arena, Genk                 | Słowenia   | 1–0 | 2–0 | 20'   | towarzyski  |
| 6.                               | 11 lutego 2009    | Cristal Arena, Genk                 | Słowenia   | 2–0 | 2–0 | 85'   | towarzyski  |
| 7.                               | 9 września 2009   | Stadion Hrazdan, Erywań             | Armenia    | 1–2 | 1–2 | 90+2' | el. MŚ 2010 |
| 8.                               | 7 września 2010   | Fenerbahçe Şükrü Saracoğlu, Stambuł | Turcja     | 1–0 | 2–3 | 28'   | el. ME 2012 |
| 9.                               | 7 września 2010   | Fenerbahçe Şükrü Saracoğlu, Stambuł | Turcja     | 2–2 | 2–3 | 69'   | el. ME 2012 |
| 10.                              | 11 listopada 2011 | Stade Maurice Dufrasne, Liège       | Rumunia    | 1–0 | 2–1 | 11'   | towarzyski  |
| Statystyki na dzień 7 lipca 2014 |                   |                                     |            |     |     |       |             |

## Sukcesy

### Hamburger SV
- Puchar Intertoto UEFA: 2005

### Bayern Monachium
- Mistrzostwo Niemiec: 2007/2008, 2009/2010, 2012/2013, 2013/2014
- Puchar Niemiec: 2007/2008, 2009/2010, 2012/2013, 2013/2014
- Puchar Ligi Niemieckiej: 2007
- Superpuchar Niemiec: 2010, 2012
- Liga Mistrzów: 2012/2013
- Superpuchar Europy: 2013
- Klubowe mistrzostwo świata: 2013

### Indywidualne
- Drużyna roku w Ligue 1: 2002/2003
- Drużyna roku według ESM: 2002/2003